# Korolivka, Borșciv
Korolivka (în ucraineană Королівка) este o comună în raionul Borșciv, regiunea Ternopil, Ucraina, formată numai din satul de reședință.

## Demografie
Componența lingvistică a comunei Korolivka
     Ucraineană (99,73%)
     Alte limbi (0,27%)
Conform recensământului din 2001, majoritatea populației comunei Korolivka era vorbitoare de ucraineană (99,73%), existând în minoritate și vorbitori de alte limbi.